# Népi Erő
A Népi Erő (spanyolul: Fuerza Popular) egy perui, jobboldali populista politikai párt. A párt elnöke Keiko Fujimori, az egykori perui elnök Alberto Fujimori lánya.

## Történelem
A Népi Erő 2010-ben lett megalapítva, a Szövetség a Jövőért koalíció utódjaként, amely olyan pártokból alakultak meg, amelyek Alberto Fujimori 1990-2000 közötti elnöksége alatt létezett.  
A 2006-os perui elnökválasztáson az elődpárt elnökjelöltje Marta Chávez volt, és a 4. helyet érték el a választáson, 13 képviselőt küldtek a Kongresszusba, köztük Keiko Fujimorit, aki Lima választókerületében a legtöbb szavazatot kapta. 

## Ideológia
A pártot mind hazai és nemzetközi szakértők jobboldalra sorolják, ám a párton belül két irányzat létezik. A balközép irányzat képviselői Luz Salgado és Hernando Guerra García, a jobbközép irányzatot Keiko Fujimori pártelnök képviseli.
Gazdasági kérdésekben a párt a több nemzetközi együttműködés híve, illetve hogy minél nagyobb legyen a foglalkoztatottság az országban. Az oktatásban a hibrid rendszert hoznák létre, amiben a hagyományos és digitális órák kerülnének előtérbe. 
A párt ellenzi az azonos nemű pároknál a bejegyezzett élettársi kapcsolatot, valamint hogy örökbefogadjanak gyereket. 